# Oceana County
Oceana County är ett administrativt område i delstaten Michigan, USA. År 2010 hade countyt 26 570 invånare. Den administrativa huvudorten (county seat) är Hart.

## Geografi
Enligt United States Census Bureau har countyt en total area på 3 385 km². 1 401 km² av den arean är land och 1 984 km² är vatten.

### Angränsande countyn
- Mason County - norr
- Muskegon County - söder
- Newaygo County - öst
- Ozaukee County, Wisconsin - sydväst
- Sheboygan County, Wisconsin - väst
- Michigansjön (engelska: Lake Michigan) - väst

### Orter
- Hart (huvudort)
- Hesperia (delvis i Newaygo County)
- New Era
- Pentwater
- Rothbury
- Shelby
- Walkerville